# René Verheyen
René Verheyen (Beerse, 20 marzo 1952) è un allenatore di calcio ed ex calciatore belga, di ruolo centrocampista. Dopo una carriera trascorsa attraverso Club Bruges e Lokeren, con oltre 400 gare ufficiali e 75 reti all'attivo, impreziosita da 24 convocazioni in Nazionale e 3 reti, chiuse l'attività tra le file del Gent nella stagione 1987-88, ma l'età e vari infortuni gli preclusero tutte le gare di campionato..

## Palmarès

### Giocatore

#### Competizioni nazionali
- Coppa del Belgio: 1

Bruges: 1985-1986
- Supercoppa del Belgio: 1

Bruges: 1986